# واين كيلي (محامي)
واين كيلي (بالإنجليزية: Wayne Keeley)‏ هو محامي أمريكي، ولد في 9 نوفمبر 1956.

## وصلات خارجية
- واين كيلي على موقع IMDb (الإنجليزية)
- واين كيلي على موقع قاعدة بيانات الفيلم (الإنجليزية)